# آنا بلانديانا
أنا بلاندينا (بالرومانية: Ana Blandiana)‏ واسمها الحقيقي هو أوتيليا فاليريا كومان (بالرومانية: Otilia Valeria Coman)‏ هي شاعرة وكاتبة مقالات وشخصية سياسية رومانية ولدت في يوم 25 مارس 1942 في مدينة تيميشوارا. عرفت بأشعارها ضد النظام الدكتاتوري لنيكولاي تشاوتشيسكو وأصبحت واحدة من أشهر الشعراء في رومانيا، حيث كانت تكتب بإسمها المزيف أنا بلاندينا خوفاً من النظام. في أكتوبر 2017 حصلت على جائزة غريفن للشعر.